# شوجي نيشيو
شوجي نيشيو (باليابانية: 西尾昭二)، و لد في 5 ديسمبر 1927 و توفي في 15 مارس 2005، معلم الآيكيدو حاصل على الدرجة الثامنة شيهان ولد في محافظة آوموري، و مؤسس آيكي توهو إيايدو (l'Aiki Toho Iaido).
مشهور في عالم الآيكيدو، درس الجودو لمدة 14 عام في طوكيو له في جودو كودوكان 6 درجات، ثم حين بلغ عمره 23 سنة انضم لممارسة الكاراتيه، له في الكاراتيه 5 دان، حيث عِمل مع (toyosaku sode yuma) الذي جعله ينضم إلى الأيكيكاي هومبي دوجو في سنة 1951. أصبح من الطلاب الموهوبين للمعلم موريهيه أويشيبا، مؤسس الآيكيدو، وأصبح مدرسا في سن الثامنة والعشرين و بدأ التدريس في عام 1955. حاصل في فن الإيايدو على 7 دان، و الجودو، و يمارس أيضا جوجتسو، بعد 14 عام من التدريس كالتلميذ المفضل للمعلم موريهيه أويشيبا، أسس مدرسته الخاصة آيكي توهو إيايدو، و أصبح معلم الفيدرالية اليابانية في الإيايدو، مع الاستمرار في دمج التخصصات الأخرى دون تقسيم. كما يوفر التعليم في الخارج حيث أنه يحظى بشعبية كبيرة والتبجيل من قبل طلابه المبعوث في فرنسا، و إيطاليا و ألمانيا والسويد والدنمارك والولايات المتحدة. أسلوبه لين جدا، من النقاء الأصلي، تميزت تقنيات الأسلحة بسيولة، والممارسة الشاملة البيضاء (السيف، بوكين و جو) نهجه في عرض التقنيات أنه يعْرض كل تقنية أولا بدون سلاح ثم مع السلاح الخشبي. في عام 2003، منحت منظمة فنون الدفاع عن النفس اليابانية له جائزة فن الدفاع عن النفس إلى قاعة بودوكان في طوكيو منذ عام 2000 عندما تخلى عن أي سفر خارج اليابان. مات بسبب السرطان، مثل سيده المعلم، في 15 مارس 2005 عن عمر يناهز ال 77 عاما. استغرق حفل تكريم مكان في زوجوجي معبد في طوكيو، 26 مارس 2005 تكريما له.

## منتجاته التعليمية
قد خلّف، شوجي نيشيو، سلسلة كاملة تعليمية، أنتجت في سنة 1997، أشرطة سمعية بصرية، تحتوي على كل التقنيات التي يعلمها في الأكيدو، و هي مترجمة إلى اللغة الإنجليزية.
- Shoji Nishio Sensei - complete DVD series Vol 1-6

## روابط خارجية
- Shoji Nishio - Sakura Aïkikaï

- Yufukan Japan - Official Nishio Organization in Japan
- Nishikaze Aikido Society of America - Official Nishio Organization in the U.S.
- Yufukan Ukraine - Nishio Budo Centre, Official Nishio Organization in Ukraine
- Bohemia Aikikai - Organization for Nishio in Czech Republic
- Hokuo Aikikai, Organization for Nishio in Sweden نسخة محفوظة 7 يونيو 2013 على موقع واي باك مشين.
- Deutsche Aikido Renmei e.V., Organization for Nishio in Germany
- Nishio in France
- Machikara - Nishio club in Helsinki, Finland
- Aikiken - Nishio club in Jyväskylä, Finland
- Interview with Aikido Shihan Shoji Nishio - Aikido Sangenkai Blog
- Tanden - Nishio Aikido in Berlin, Germany
- Yurusu Aikido Association: Official Nishio Organization of Hungary